# دبوس

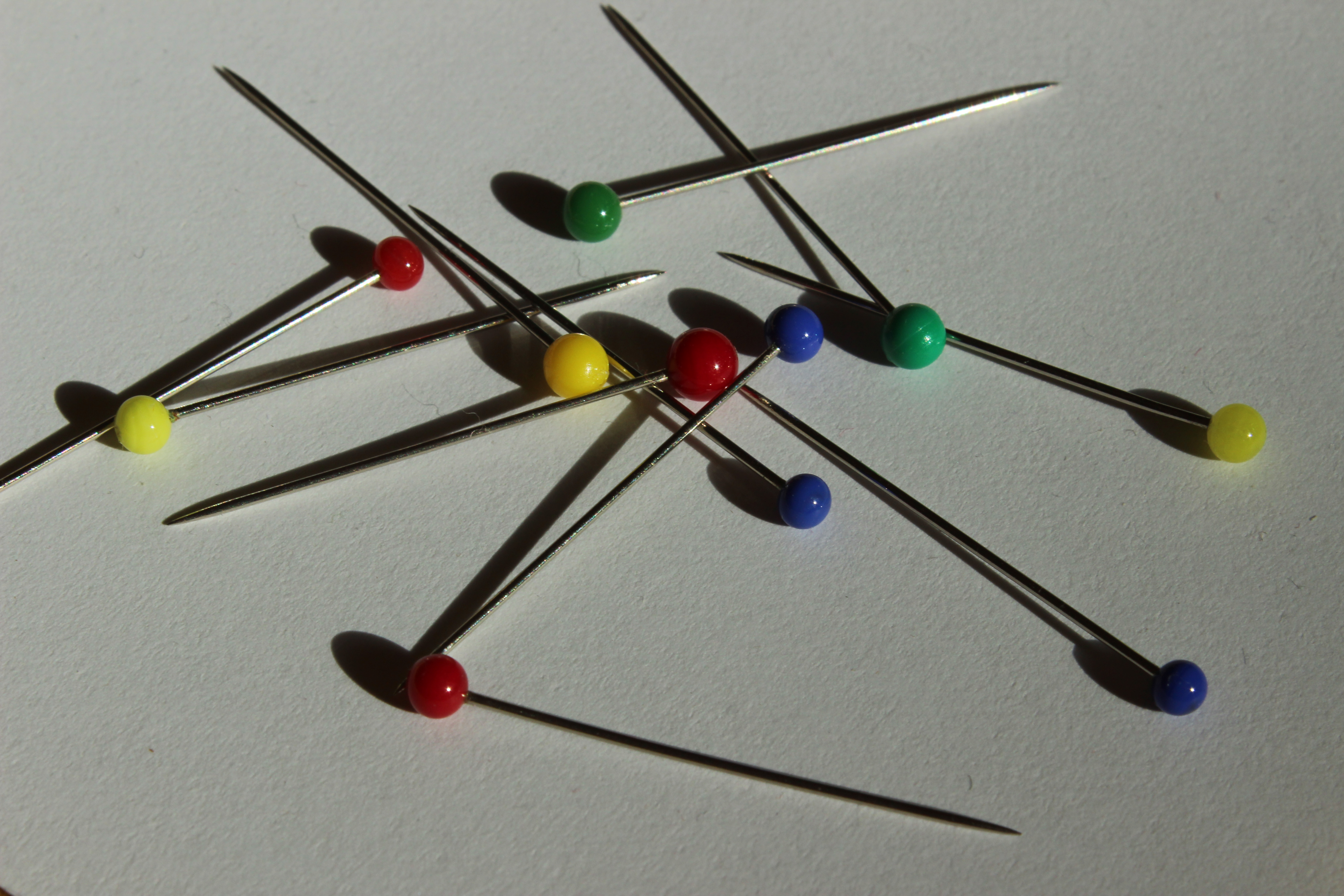
مجموعة من دبابيس الخياطة.

الدبّوس (معرب العثمانية توپوز)، وبالعربية المرذم والمقمع، أداة استعملتْ لربط أو تثبيت الأجسامِ أَو المادّةِ سوية. يُصْنَعُ من الفولاذ عادة، أَو أحيانًا النحاس. وهو عبارة عن سلك طويل رفيع، مشحوذ من جهة، ومن الجهة الأخرى له رأس. يشبه المسامير، لكنها أكبر نموذجيًا.

## تاريخ
الدبابيس المستقيمة استعملتْ لأكثر من أربعة آلاف سنة. في الأصل صنعت من الحديد والعظم مِن قِبل السومريين وكَانتْ تُستَعملُ لحَمْل الملابسِ سوية. آن ذاك، هذه الدبابيسِ كَانتْ أيضاً تُستَعملُ لربط الصفحات سوية بتَخْييط الصفحات بالإبرة من زاويتِها العلياِ كالكتاب.
العديد مِنْ الدبابيسِ في البداية صُنِعتْ من النحاس، كمعدن ناعم. ثم استعملَ الفولاذ لاحقًا، لأنه كَانَ أقوى بكثيرَ، لكن لم يكن هناك طريقة سهلةَ لمَنْع الفولاذ مِنْ الصدأ، الدبابيس ذات الجودة العالية طليت بالنيكل، لكن لاحقاً بدأ يتقشر مِنْ الرطوبةِ العاليةِ، مما يَسْمحُ للصدأ بالتكون. الدبابيس الفولاذية لم تكن مناسبةِ للاستعمالاتِ المنزلية لكنهم كَانوا يستخدمونها عادة بشكل مؤقت فقط قي خياطة الملابسِ.